# Илерих
Илерих (њем. Illerich) општина је у њемачкој савезној држави Рајна-Палатинат. Једно је од 92 општинска средишта округа Кохем-Цел. Према процјени из 2010. у општини је живјело 714 становника. Посједује регионалну шифру (AGS) 7135042.

## Географски и демографски подаци
Илерих се налази у савезној држави Рајна-Палатинат у округу Кохем-Цел. Општина се налази на надморској висини од 365 метара. Површина општине износи 7,7 km². У самом мјесту је, према процјени из 2010. године, живјело 714 становника. Просјечна густина становништва износи 92 становника/km².